# Braselton
Braselton är en kommun (town) i Barrow County, Gwinnett County, Hall County, och  Jackson County, i delstaten Georgia, USA. Enligt United States Census Bureau har staden en folkmängd på 7 646 invånare (2011) och en landarea på 32,2 km².